# 秩父重英
秩父 重英（ちちぶ しげふさ）は、日本の工学者、東北大学多元物質科学研究所教授、工学博士。

## 人物紹介
- 慶應義塾中等部 卒業
- 慶應義塾高等学校 卒業
- 1986年3月 慶應義塾大学理工学部電気工学科 卒業
- 1988年
  - 3月 慶應義塾大学大学院理工学研究科電気工学専攻 修士課程修了
  - 4月 東芝 総合研究所 電子部品研究所 光半導体デバイス担当
- 1990年4月 慶應義塾大学大学院理工学研究科電気工学専攻博士課程
- [94年3月修了・博士（工学）]
- 1994年4月 東京理科大学理工学部電気工学科 嘱託助手
- （99年3月まで。99年度非常勤講師）
- 1995年10月 通産省工技院電子技術総合研究所 材料科学部非常勤研究員
- （～2000年4月）
- 1997年
  - 2月 独 国立ハーンマイトナー研究所訪問研究員
  - 9月 米 カリフォルニア大学サンタバーバラ校材料科学部常勤訪問研究員
- 1999年
  - 4月 筑波大学助教授 物質工学系（5月 物理工学系配置換）
  - 10月 理化学研究所フォトダイナミクス研究センター非常勤研究員
- 2001年10月
  - 科学技術振興機構 ERATO中村不均一結晶PJ評価グループリーダー
  - 筑波大学大学院数理物質科学研究科 助教授
  - 電子･物理工学専攻（ERATO兼務）
- 2007年 東北大学多元物質科学研究所教授（多元設計研究部門 物理機能設計研究分野）

- 専門分野：「半導体光エレクトロニクス」の担い手であるIII族窒化物・II族酸化物半導体のエピタキシーとナノサイズ構造の形成、およびそれらの実空間・時間分解スペクトロスコピー評価とハイテク量子効果デバイス（紫外線・純青・純緑色半導体レーザーなど）への応用